# Mucho barato
Mucho barato è il primo album del gruppo musicale messicano Control Machete pubblicato il gennaio 1996 dalla Universal Music Group e dalla Polygram.

## Tracce
1. Control Machete – 3:11
2. ¿Comprendes Mendes? – 3:36
3. Las Fabulosas – 1:14
4. Andamos Armados – 3:57
5. Humanos Mexicanos – 3:07
6. Cheve – 3:45
7. Madrugada Encore – 0:48
8. Así Son Mis Dias – 3:35
9. Te Aprovechas del Limite? – 3:12
10. Justo'n – 5:14
11. La Copa de Dama – 0:37
12. La Lupita – 3:39
13. Grin Gosano – 2:17
14. Unete Pueblo – 3:49
15. Las Fabulosas 2 – 1:03
16. El Son Divino – 3:17
17. Marioneta – 4:18
18. Mexican Curios – 3:53